# Брукберг (Середня Франконія)
Брукберг (нім. Bruckberg) — громада в Німеччині, розташована в землі Баварія. Підпорядковується адміністративному округу Середня Франконія. Входить до складу району Ансбах. Складова частина об'єднання громад Вайгенцель.
Площа — 7,62 км2. Населення становить 1294 ос. (станом на 31 грудня 2020).